# 아사히나 마도카
아사히나 마도카(일본어: 朝日奈 丸佳 あさひな まどか[*], 1993년 12월 17일 ~ )는 일본의 여성 성우이다. 시즈오카현 누마즈시 출신. 어뮤즈먼트 미디어 종합학원 성우 탤런트과로 졸업. 81프로듀스 소속. 2015년 개최된, 첸 쿠로 캐릭터 보이스 오디션에서 마신 부문 최우수상을 획득. 연기의 폭을 심사하기 위해 마련된 특기의 피로에서는, 자신이 제작한 소환의 마신 타크리탄 의상을 공개했다. 2016년 NEW GAME!의 사쿠라 네네 역으로 첫 메인 캐릭터로 연기했으며, 해당 캐릭터로 제 14회 성우어워드 여우신인상 부문을 수상했다. 첫 주인공 연기는 히나로지의 리오네스 에리스토라토바 역으로 하게 되었다.